# Hyphydrus caryerus
Hyphydrus caryerus är en skalbaggsart som beskrevs av Guignot 1942. Hyphydrus caryerus ingår i släktet Hyphydrus och familjen dykare. Inga underarter finns listade i Catalogue of Life.